# Schwalm (Maas)
Die Schwalm (niederländisch Swalm) ist ein 45,3 km langer, südöstlicher und rechter Nebenfluss der Maas in Nordrhein-Westfalen (Deutschland) und in den Niederlanden.

## Etymologie
Der Name erscheint als Ortsname erstmals Ende des 12. Jahrhunderts („Sualmo“). Der Name leitet sich wahrscheinlich vom germanischen *swal-man- „(Wasser)schwall, Strudel“ ab.

## Geographie

### Verlauf
Die Schwalm entspringt im Stadtgebiet von Erkelenz im Ortsteil Geneiken. Wenige Kilometer unterhalb ihrer Quelle durchfließt sie ein Feuchtgebiet südlich des Wegberger Ortsteils Tüschenbroich auf etwa 85 m ü. NHN. Von dort fließt ihr Wasser hauptsächlich durch den Naturpark Maas-Schwalm-Nette, wobei ihr Flussbett zwischen Rur, Nette und Niers verläuft. Außerdem fließt sie durch Wegberg, Lüttelforst, an Waldniel und Niederkrüchten vorbei, durch den Hariksee, durch Brüggen-Born, Brüggen und Swalmen. Von der Gesamtlänge der Schwalm bis zur Mündung in die Maas, nahe der Ortschaft Swalmen bei etwa 12 m NAP, verlaufen 13 Kilometer auf niederländischem Gebiet.
Teile des Flusslaufs haben einen natürlichen Mäanderverlauf.

### Einzugsgebiet und Zuflüsse
Das Einzugsgebiet der Schwalm ist etwa 268,665 km² groß, wovon rund 27 km² in den Niederlanden liegen. Zu ihren Zuflüssen gehören:
- Beeckbach
- Mühlenbach
- Knippertzbach
- Kranenbach
- Elmpter Bach

## Natur und Umwelt

### Wasserqualität
Die Wasserqualität der Schwalm konnte durch bauliche Maßnahmen an Kläranlagen verbessert werden. Das Wasser der Schwalm hatte 2001 überwiegend die biologische Güteklasse II bzw. II–III.
Danach wurde das System der Wassergüte-Beschreibung im Rahmen der Wasserrahmenrichtlinie umgestellt.
Im Oktober 2019 wurden vom VSR-Gewässerschutz e. V. erhöhte Nitratwerte in der Schwalm festgestellt. Alle Messpunkte des Vereins wiesen mehr als 23 mg/l Nitrat auf. Der höchste Messwert lag bei 51,9 mg/l Nitrat, gemessen in Harbeck. Für einen „guten Zustand“ dürfte die Schwalm laut Wasserrahmenrichtlinie mit maximal 11 mg/l Nitrat belastet sein. Dieser Wert wird mindestens um das Doppelte überschritten. Als Hauptgründe nennt der Verein stark belastete Nebenflüsse und die konventionelle Landwirtschaft. Er fordert eine Ausweitung des ökologischen Landbaus, um der Nitratbelastung entgegenzuwirken.

### Quellgebiet

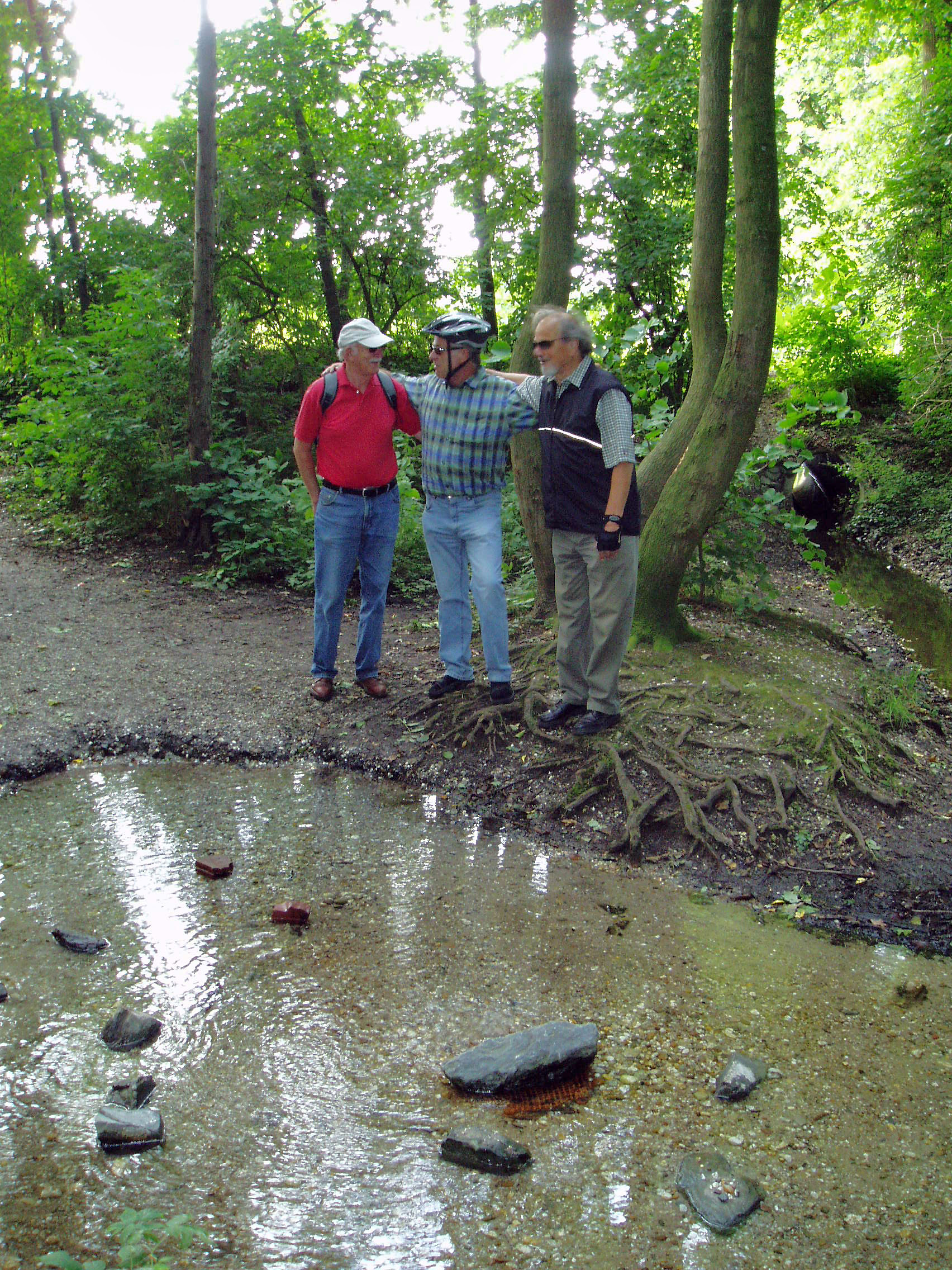
Die Schwalmquelle

Das ursprüngliche Quellgebiet ist inzwischen ein Bruchwaldgebiet und notleidend geworden: das Wasser der Schwalm stammt vor allem aus den Sümpfungen (Abpumpgebieten) von Rheinbraun.
Der Braunkohlentagebau ist verpflichtet, Sümpfungswasser, das sonst die bis zu 230 m tiefen Gruben füllte, in das Oberflächenwasser einzuspeisen. Dies geschieht mit Hilfe von Schlitzschächten, durch die das Wasser dem Grundwasser wieder zufließt. Gäbe es diese Schlitzschächte nicht, wären die Niers und die Schwalm längst ausgetrocknet. Auch die landschaftstypischen Erlen-Eschen-Feuchtwälder würden dann vergehen.

### Flora und Fauna
Die Moorwald- und Heidemoorflächen des Schwalmverlaufs stellen Fauna und Flora einen vielfältigen Lebensraum bereit. Frösche, Libellen, Blaukehlchen, Eisvogel und Pirol sind ebenso anzutreffen wie Wasserhahnenfuß, Gagelstrauch oder andere seltene Pflanzen. Im Wasser sind Bachforelle, Barbe und Döbel heimisch, im Uferbereich außerdem verschiedene Vertreter der Familie der Biberratten.

## Geschichte

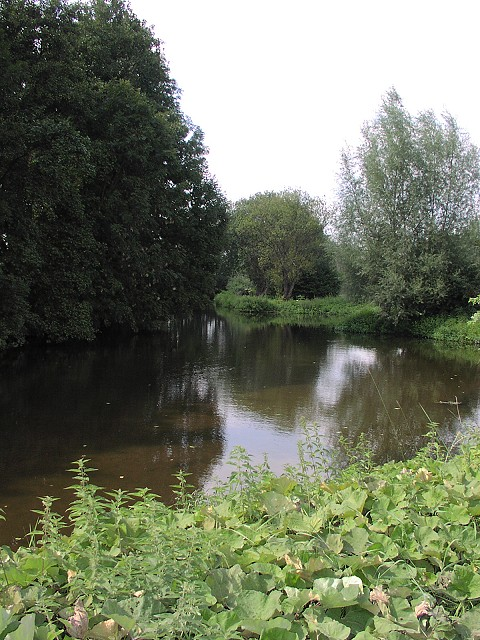
Die Schwalm vor Brüggen

Die Wasserkraft der Schwalm war seit dem 13. Jahrhundert ein wichtiger Wirtschaftsfaktor der Region. Im 20. Jahrhundert wurde der Flusslauf der Schwalm begradigt, um angrenzende Wiesen und Äcker besser entwässern zu können. Die Seen entlang der Schwalm entstanden durch Torfabbau, Sandabbau oder Kiesabbau. Bis in die 1980er Jahre nahm die Wasserverschmutzung der Schwalm zu.
Die Region war ein großes Flachsanbaugebiet für die Textilindustrie. Die Leinsamen wurden in den zahlreichen Ölmühlen entlang der Schwalm gemahlen. Entlang der 21 Kilometer der Schwalm von der Quelle bis Overhetfeld gab es einst über 20 Mühlen. Einige dieser Mühlen existieren auch heute noch als Baudenkmäler und/oder werden als Ausflugslokale genutzt. Die älteste Wassermühle entlang der Schwalm ist die Mühlrather Mühle am Nordufer des Hariksees.
Seit 1976 wird versucht, die Schwalm und ihre Seen in einen ursprünglicheren Zustand  zurückzuversetzen (den Ursprungszustand gibt es nicht). Seit mindestens 1200 Jahren siedeln Menschen an der Schwalm und verändern ihn nachhaltig. So war das Städtchen Brüggen eine Grenzfestung zwischen den Herzogtümern Jülich und Geldern, die Schwalm bildete die Grenze, man nutzte ihr Wasser, um die Burggräben und Befestigungen zu fluten. In welchem Zustand Fluss und Flusstal um 1200 waren, als die Burg Brüggen fertig gebaut war, weiß keiner; weder die klimatischen noch die hydrologischen Zustände sind auch nur annähernd zuverlässig zu rekonstruieren.
An einem etwa drei Kilometer langen Stück zwischen Born und Brüggen wurden Flussschleifen mit Werdern (= Flussinseln) angelegt und Kopfweiden angepflanzt.
Am Hariksee, den die Schwalm durchströmt, stehen stellenweise Wochenendhäuser. Entlang des Ufers der Schwalm finden sich geschleifte Anlagen des Westwalles, so zum Beispiel am Hariksee und in der Nähe von Born. Trümmer der nach dem Krieg gesprengten Westwallbunker sind Sekundärbiotope zum Beispiel für Fledermäuse.

## Mühlen

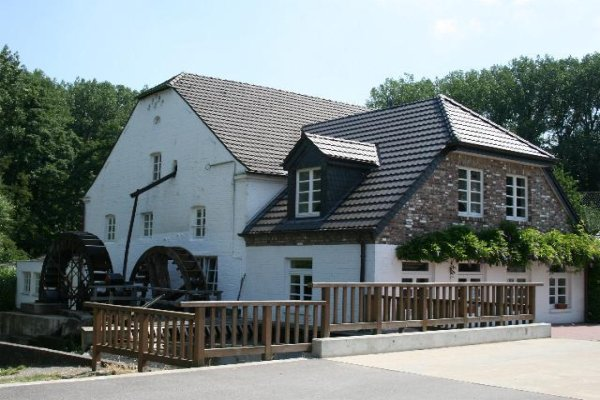
Mühlrather Mühle

Mühlen an der Schwalm, insgesamt gab es 25, sind oder waren; weitere Mühlen befanden sich an Zuflüssen:
| - Ölmühle Tüschenbroich - Kornmühle Tüschenbroich - Bockenmühle in Watern - Bischofsmühle - Lohmühle in Bissen (Wegberg) - Wegberger Mühle - Kringsmühle - Molzmühle - Neumühle zwischen Rickelrath und Schwaam - Papelter Mühle bei Lüttelforst - Jennekes Mühle - Lüttelforster Mühle - Pannenmühle bei Niederkrüchten | - Radermühle - Brempter Mühle - Mühlrather Mühle am Hariksee - Frankenmühle - Borner Mühle - Vennmühle am Laarer Bruch - Brüggener Mühle - Dilborner Mühle - Bockler Mühle - (Holter Mühle) bei Swalmen (Niederlande) - Loymolen - Swalmener Mühle (Molen op de Swalm) |

## Gegenwart und Zukunft
Die Veränderungen des Flusslaufes in den 1920er und 1930er Jahren, die sogenannten „Meliorisierungen“ („Verbesserungen“ im Sinne der Melioration) haben sich als sinnlos, schädlich und teuer erwiesen. In dieser Zeit wollte man auch das letzte Stück Feuchtwiese in Ackerland verwandeln. Besonders exzessiv betrieb das NS-Regime dies (an vielen Orten in Deutschland); auch um Deutschlands Autarkie zu erhöhen. Die Arbeiten waren zugleich eine Arbeitsbeschaffungsmaßnahme; die Nazis wollten so Arbeitslose in eine Beschäftigung bringen; die Arbeit hätte mit Baumaschinen billiger verrichtet werden können. 
Als ab 1976 der Landschaftsverband Rheinland ein Konzept für den Naturpark Maas-Schwalm-Nette vorlegte, änderte sich vieles, auch für die Schwalm.  Das Niederungsflüsschen Schwalm, das durch überdüngte Kuhwiesen floss und auch die Abwässer von Waldniel und Wegberg aufnehmen musste, sollte wieder ein naturnahes Gewässer werden. Dies wurde zur Aufgabe des Schwalmverbandes.
Der Fahrradtourismus hat zugenommen; das Radwegenetz wurde ausgebaut und besser beschildert.
Die letzten Stücke der Bahnstrecke Dülken–Brüggen („Schwalmtal-Bahn“) – von Brüggen über Amern, Waldniel, Dülken (nach Viersen und damit an die Hauptstrecke Rheydt–Köln-Ehrenfeld) sind nach 2004 abgebaut worden.
Die in der Vergangenheit vom Menschen durchgeführten Veränderungen werden teilweise rückgängig gemacht. So baute man an einigen Abschnitten das ehemals kanalisierte Flussbett in einen Mäanderverlauf um. Die Renaturierungen zwischen dem Borner See bei Brüggen-Born und etwa 1500 Meter weiter westlich nahe der Borner Mühle gelten als sehenswert.
An den Stauanlagen von Mühlen sind Fischaufstiege gebaut worden.
2012 wurde zwischen Brüggen und Swalmen die erste deutsch-niederländische Pegel-Messstation in der Schwalm in Betrieb genommen. Ihre Daten sollen Wasserverbänden auf deutscher Seite und in Venlo beim Wassermanagement helfen. Zwischenzeitlich wurden weitere Messstationen an der Molzmühle und an der Pannenmühle in Betrieb genommen. Eine vierte Messstation befindet sich im Beeckbach, einem Zufluss der Schwalm, südlich von Wegberg. Die Pegelstände der vier Messstationen sind öffentlich abrufbar.

## Belege
1. ↑  Deutsche Grundkarte 1:5000
2. 1 2 3 4  Topographisches Informationsmanagement, Bezirksregierung Köln, Abteilung GEObasis NRW (Hinweise)
3. ↑  Flussgebietseinheit Maas / Teileinzugsgebiet Schwalm (Seite nicht mehr abrufbar, festgestellt im Mai 2019. Suche in Webarchiven)  Info: Der Link wurde automatisch als defekt markiert. Bitte prüfe den Link gemäß Anleitung und entferne dann diesen Hinweis.
4. ↑  Albrecht Greule: Deutsches Gewässernamenbuch. Walter de Gruyter, Berlin / Boston 2014, ISBN 978-3-11-057891-1, S. 486, „²Schwalm“ (Auszug in der Google-Buchsuche).
5. ↑  LANUV: Gewässergütebericht (Memento vom 8. August 2014 im Internet Archive)
6. ↑  www.niers-schwalm.nrw.de
7. ↑  Nitratmessfahrt des VSR-Gewässerschutzes an der Schwalm (Memento vom 19. Januar 2021 im Internet Archive), abgerufen am 4. Januar 2025, auf vsr-gewaesserschutz.de
8. ↑  Monitoring Garzweiler II. Jahresbericht 2018. Ministerium für Umwelt, Landwirtschaft, Natur- und Verbraucherschutz des Landes Nordrhein-Westfalen, abgerufen am 5. Januar 2025.
9. ↑  Martin Lillig: Natur am ehemaligen Westwall. eine Literaturauswertung mit Bemerkungen zur Situation der Natur am Westwall. 2011, abgerufen am 5. Januar 2025.
10. ↑  daran beteiligt war Friedrich Wilhelm Dahmen, siehe z. B. Beiträge zur Landesentwicklung. 41 Naturpark Schwalm-Nette, Bilanz 1983 (Rheinland-Verlag; Bonn : Habelt, 1984)
11. ↑  niederrheinrad.de ; www.niederrhein-tourismus.de
12. ↑  Hendrike Spaar: Hightech im Flussbett. RP-Online, 2. April 2012, abgerufen am 6. Januar 2025.
13. ↑  Pegelstände Schwalm Hydrologische Messdaten Online, LANUV (Eingabe des Gewässernamens erforderlich)